# قلعة الذيد
قلعة الذيد، المعروفة كذلك باسم حصن الذيد، وهي قلعة تم ترميمها في مدينة الذيد التابعة لإمارة الشارقة في دولة الإمارات العربية المتحدة، حيث كانت مركزاً للعائلات الحاكمة في الشارقة ورأس الخيمة، بُنيت عام 1820 في عهد حاكم الشارقة آنذاك، الشيخ سلطان بن صقر القاسمي، لذا كانت تسمى كذلك «قلعة القواسم» نسبة له.

## تاريخ القلعة
تعد قلعة الذيد من أقدم المباني التاريخية والأثرية في المنطقة ويعود تاريخها لمئات السنين، وتتضمن أبراجاً دفاعية كانت تستخدم للدفاع عن المنطقة وحراسة المزارع في تلك الأيام، كما يحيط بها عدد من الحصون القديمة، ويوجد بجانب القلعة فلج مياه قديم وبقايا مسبح ومجرى مياه قديم، كما كان يستخدم الحصن لعقد الاجتماعات بين شيوخ القبائل ومندوبي الدول المجاورة.
تعتبر منطقة الذيد أكبر مدينة داخلية في إمارة الشارقة وأقدمها، وتحتل واحة الذيد الخصبة منذ فترة طويلة موقعاً استراتيجياً في مصب وادي سيجي المهم، وكانت المدينة مركزاً لسكن الإنسان منذ العصر الحجري الحديث، وتقع على مفترق طرق مهم بين جبال الحجر وسهل جيري وصحراء الشارقة. كما تم اكتشاف فؤوس وكاشطات ومخارط حجرية يعتقد أنها تعود إلى مئات الآلاف من السنين في موقع أثري تم اكتشافه حديثًا في الذيد.
تمثل القلعة تاريخ المنطقة وأهلها، بُنيت في عهد الشيخ صقر بن خالد القاسمي 1883 وهو أحد حكام إمارة الشارقة، من الطين المطعم بالحصى الجبلي والحجارة وسعف النخيل، وبطريقة هندسية تدل على مهارة وإبداع الأولين في البناء وكانت قلعة الذيد من القلاع التي تم رفع علم القواسم عليها، وتعكس الأهمية الاستراتيجية للذيد كمعقل للقواسم، كما كانت المدينة تحت سيطرة قبائل التنيج وبني كتاب وخواطر البدوية.

## إعادة ترميم القلعة

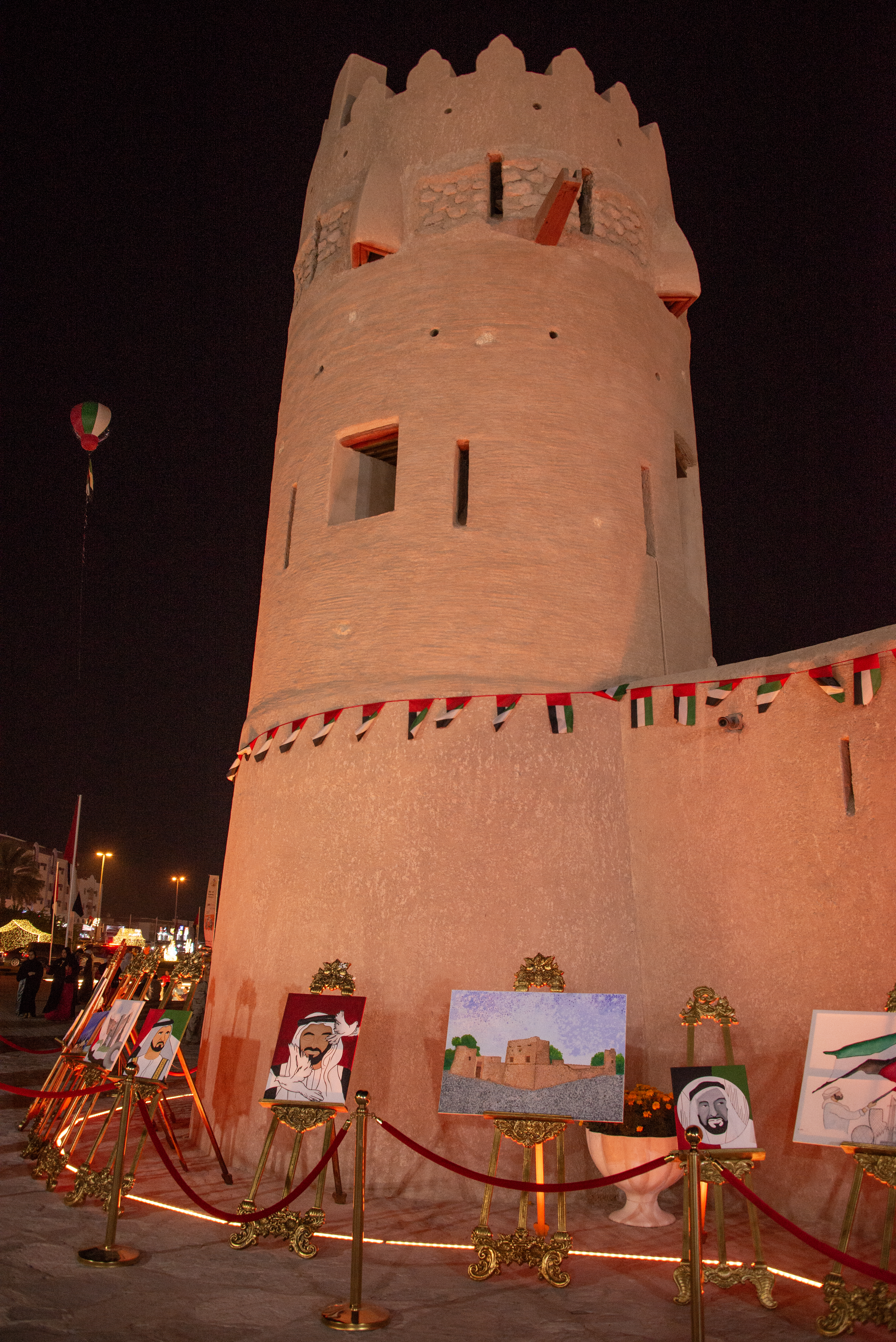

تمت إعادة بناء القلعة المدمرة في الفترة بين عامي 2017 و2021 بأوامر من حاكم الشارقة والمؤرخ الدكتور سلطان بن محمد القاسمي، تضمنت إعادة بناء القلعة والمنطقة المحيطة بها هدم عدد من المباني غير القانونية، بما في ذلك مساكن العمال، وتشكيل مركز منطقة تراثية جديدة في المدينة، بما في ذلك ساحة عامة  للاحتفالات، وترميم مسجد الشريعة وإنشاء سوق ومجلس للفلكلور وإحياء الفلج والمزارع، بالإضافة إلى إنشاء متحف للحياة البرية ومتاحف شخصية، بهدف إبراز الأهمية الملحوظة للمنطقة، وتحويلها إلى وجهة سياحية تراثية واجتماعية.
وشمل المشروع كذلك تطوير العديد من المرافق الخدمية والفنادق الصغيرة للراغبين في الإقامة والاستمتاع بجمال الطبيعة الصحراوية، وتطوير الأحياء في مدينة الذيد وتزويدها بشبكات طرق حديثة، وذلك لخدمة الأهالي وضمان سلامة وأمن من يمر بهذه الطرق.
قدمت الإمارة ترشيحها لليونيسكو في مارس الماضي في ملف بعنوان «الشارقة: بوابة الإمارات المتصالحة»، وشكلت قلعة الذيد وواحة المدينة الواسعة جزءاًمن الملف.

## أقسام حصن الذيد
من أهم أقسام القلعة:
- شريعة الذيد:تعد المحطة التي كانت تستريح فيها القوافل
- قاعة الوثائق:تعود هذه الوثائق للأرشيفات القديمة مثل الأرشيف البريطاني، و المستندات التي تؤرخ الوقائع السياسية والأحداث الاجتماعية في بالمنطقة.
- قاعة الأسلحة:تضم  السهام الحجرية، التي تم استعمالها في الألف الرابع قبل الميلاد و السيوف والخناجر ولباس المحاربين، و الأسلحة النارية والذخائر
- غرفة الشيخ:تضم الأغراض الشخصية التي كان يستخدمها الشيخ خلال إقامته بالحصن،
- الليوان: هو الرواق المظلّل الذي يعد مكان التجمع العائلي لأهل الحصن،
- ردهة المطبخ:تضم نماذج لأدوات الطبخ القديمة وأنواع التوابل والحبوب والخضروات
- السوق: تم بناؤه من الدعون والأخشاب بتصميم متطور
- مضمار مصغر للهجن:يجسّد القوافل القديمة التي كانت ترتاح في الذيد